# Andrzej Bartoszewicz
Andrzej Paweł Bartoszewicz (ur. 24 sierpnia 1962 w Łodzi) – polski inżynier automatyk, profesor nauk technicznych, wykładowca akademicki Politechniki Łódzkiej, dyrektor Instytutu Automatyki PŁ, członek korespondent Polskiej Akademii Nauk.

## Życiorys
Jest absolwentem XII Liceum Ogólnokształcącego im. Stanisława Wyspiańskiego w Łodzi (1981) i Wydziału Elektrycznego Politechniki Łódzkiej (1987). Od 1987 pracuje w macierzystej uczelni, w Instytucie Automatyki. W 1993 obronił pracę doktorską Adaptacyjne sterowanie manipulatorem z zastosowaniem uproszczonych modeli jego dynamiki, napisaną pod kierunkiem Edwarda Jezierskiego. W 1994 został zatrudniony jako adiunkt. W 2001 otrzymał na Akademii Górniczo-Hutniczej w Krakowie stopień doktora habilitowanego na podstawie pracy Ślizgowe sterowanie wykorzystujące niestacjonarne powierzchnie przełączeń. Od 2004 był zatrudniony jako profesor nadzwyczajny. Tytuł profesora nauk technicznych otrzymał w 2010. Od 2007 jest kierownikiem Zakładu Napędu Elektrycznego i Automatyki Przemysłowej w Instytucie Automatyki PŁ, od 2015 dyrektorem tego instytutu.
Był stypendystą Programu Fulbrighta na Uniwersytecie Purdue w USA oraz stypendystą British Council na Uniwersytecie Strathclyde w Szkocji, a także był zatrudniony na stanowisku research associate na Uniwersytecie w Leicester w Wielkiej Brytanii.

## Działalność naukowa
Andrzej Bartoszewicz jest autorem ponad 360 prac, z których 103 stanowią artykuły opublikowane w czasopismach indeksowanych w Journal Citation Reports. Prace te były ponad 4400 razy cytowane nie tylko w językach polskim i angielskim, ale także po chińsku, francusku, hiszpańsku, indonezyjsku, koreańsku, portugalsku i w języku perskim. Jest autorem oryginalnej metody sterowania określanej w literaturze terminem Bartoszewicz’s reaching law oraz jednym z prekursorów dyskretnego ślizgowego sterowania obiektami dynamicznymi. Otrzymał nagrody za najlepszy referat na trzech konferencjach międzynarodowych (Włochy, Rumunia, Słowacja), był laureatem Subsydium Profesorskiego Mistrz Fundacji na Rzecz Nauki Polskiej (2012), został wymieniony we wszystkich edycjach listy World’s Top 2% Scientists zarówno w kategorii oceny całokształtu dorobku, jak i oceny dorobku za poprzedni rok oraz został zaliczony do pół procenta najlepszych naukowców na świecie w rankingu ScholarGPS. Pełnił rolę Guest Editor (zaproszonego redaktora) numerów specjalnych czasopism International Journal of Adaptive Control and Signal Processing (wydawnictwo John Wiley) oraz IEEE Transactions on Industrial Electronics. Jest członkiem komitetów naukowych wielu polskich i zagranicznych konferencji oraz przewodniczącym komitetu naukowego IEEE Conference on Methods and Models in Automation and Robotics. Został zaproszony do wygłoszenia 12 referatów plenarnych na konferencjach międzynarodowych. Był kierownikiem oraz głównym wykonawcą projektów badawczych NCN, MNiSzW, KBN oraz Engineering and Physical Sciences Research Council (brytyjski odpowiednik KBN).

## Działalność organizacyjna, społeczna i ekspercka
Andrzej Bartoszewicz jest członkiem korespondentem Polskiej Akademii Nauk, prezesem Łódzkiego Oddziału Akademii, przewodniczącym Komitetu Automatyki i Robotyki PAN, członkiem Kapituły Medalu PAN im. Mikołaja Kopernika, członkiem Rady Doskonałości Naukowej, członkiem IEEE Control Systems Society Technical Committee on Variable Structure and Sliding Mode Control, członkiem Collegio dei Docenti – Universita degli Studi di Pavia oraz przewodniczącym Rady dyscypliny automatyka, elektronika, elektrotechnika i technologie kosmiczne Politechniki Łódzkiej. Był członkiem European Control Association (EUCA), Rady Głównej Nauki i Szkolnictwa Wyższego, a także przewodniczącym Rady Naukowej Przemysłowego Instytutu Automatyki i Pomiarów PIAP. Był ekspertem Europejskiej Rady ds. Badań Naukowych, Fundacji na rzecz Nauki Polskiej, Banku Gospodarstwa Krajowego, Ministerstwa Gospodarki, Ministerstwa Rozwoju i członkiem sześciu interdyscyplinarnych zespołów Ministra Nauki.

## Kształcenie kadry naukowej
Doktoranci prof. Andrzej Bartoszewicza otrzymali za wspólnie przygotowane z nim prace 10 nagród w konkursach na najlepsze referaty młodych autorów, a trzy z tych osób uzyskały stypendium Start Fundacji na Rzecz Nauki Polskiej oraz stypendium Ministra Nauki i Szkolnictwa Wyższego dla wybitnych młodych naukowców. Prof. Bartoszewicz opiekował się pracami inżynierskimi, magisterskimi i doktorskimi realizowanymi na Politechnice Łódzkiej, w Conseil Européen pour la Recherche Nucléaire – CERN w Szwajcarii oraz na Uniwersytecie w Coventry w Wielkiej Brytanii. Wypromował 14 doktorów, w tym 10 z wyróżnieniem. Zrealizował od scenariusza do nagrania ostatecznej wersji cztery filmy popularnonaukowe o sterowaniu ślizgowym, kryptografii, zasadzie optymalności i automatyce.